# The First
The First het Japanse debuutalbum van de Zuid-Koreaanse boyband SHINee. Het album is op 7 december 2011 uitgebracht door EMI Music Japan.
SHINee promootte het album door THE FIRST JAPAN ARENA TOUR "SHINee WORLD 2012" en diverse muziekprogramma's.

## Tracklijst
| 1.                 | Lucifer (Japanse versie)                                                                                            | STY                                           | Ryan Jhun, Yoo Young Jin, Adam Kapit, Bebe Rexha                                    | 3:54 |
| 2.                 | A.Mi.Go (Japanse versie)                                                                                            | Shoko Fyhubayashi                             | Jimmy Andrew Richard, Michael Edward Snyder, Gabriel Steve Lopez, Sean Alexander    | 2:58 |
| 3.                 | Juliette (Japanse versie)                                                                                           | Jonghyun, Natsumi Kobayashi (Japanese lyrics) | Mikkel Remme Sigvardt, Jay Sean, Mich Hansen, Joseph Belmatti                       | 3:26 |
| 4.                 | Better | Sara Sakurai                                  | Steven Lee, Sean Alexander, Drew R. Scott                                           | 3:11 |
| 5.                 | To Your Heart | Kanata Okajima                                | Erik Lidbom, Jon Hallgren                                                           | 3:21 |
| 6.                 | Always Love | Natsumi Kobayashi                             | Denzil "DR" Remedios, Ryan Jhun, Kibwe "12keyz" Luke                                | 3:44 |
| 7.                 | Replay (Kimi wa Boku no Everything) (Replay -君は僕のeverything-, Replay (You Are My Everything)) (Japanse versie)) | HIRO                                          | Jason Pennock, Tchaka Diallo, James Burney II, Ravaughn Nichelle Brown, Jach Kugell | 3:35 |
| 8.                 | Start | Sara Sakurai                                  | Josef Salimi, Drew R. Scott, Sammy Naja                                             | 3:56 |
| 9.                 | Love Like Oxygen (Japanse versie)                                                                                   | Natsumi Kobayashi                             | Sigvart Mikkel Remee, Secon Lucas, Troelsen Thomas                                  | 3:03 |
| 10.                | Hello (Japanse versie)                                                                                              | Natsumi Kobayashi                             | Tim Mcewan, Jess Cates, Lars Jensen                                                 | 3:04 |
| 11.                | The SHINee World (Japanse versie)                                                                                   | Kanata Nakamura                               | Yoo Young Jin                                                                       | 3:56 |
| 12.                | Seesaw | Kanata Okajima                                | Schaffer Smith, Chris James                                                         | 2:41 |
| 13.                | Stranger (Bonus lied)                                                                                               | Natsumi Kobayashi                             | Kenzie                                                                              | 3:13 |
| Totale duur: 43:59 | |                                               |                                                                                     |      |

| Nr. | Titel                                                          | Duur |
| --- | -------------------------------------------------------------- | ---- |
| 1.  | Japan Debut Premium Reception Digest Movie in Japan            |      |
| 2.  | Japan Debut Premium Reception Digest Movie in London           |      |
| 3.  | Jacket Shooting Sketch (Beperkt editie; Speciale doos alleen.) |      |

## Hitlijsten

### Oricon
| Oricon Hitlijst            | Piek | Debuut Verkoop                        | Totale Omzet | Grafiek Periode | Certificaat |
| -------------------------- | ---- | ------------------------------------- | ------------ | --------------- | ----------- |
| Dagelijks Album Hitlijst   | 3    | 38,922 (Dagelijks) 71,666 (Wekelijks) | 100,000+     | 27 week         | RIAJ: Goud  |
| Wekelijks Album Hitlijst   | 4    | 38,922 (Dagelijks) 71,666 (Wekelijks) | 100,000+     | 27 week         | RIAJ: Goud  |
| Maandelijks Album Hitlijst | 11   | 38,922 (Dagelijks) 71,666 (Wekelijks) | 100,000+     | 27 week         | RIAJ: Goud  |
| Jaar- Album Hitlijst       | 92   | 38,922 (Dagelijks) 71,666 (Wekelijks) | 100,000+     | 27 week         | RIAJ: Goud  |